# Paradoxe de Richard
Le paradoxe de Richard est le paradoxe suivant, qui apparaît lorsqu'une théorie des ensembles n'est pas suffisamment formalisée : 

« Si l'on numérote tous les nombres réels définissables en un nombre fini de mots, alors on peut construire, en utilisant l'argument de la diagonale de Cantor un nombre réel hors de cette liste. Pourtant ce nombre a été défini en un nombre fini de mots. »

Son auteur, le mathématicien  français Jules Richard, professeur au lycée de Dijon, le décrivit dans une lettre au directeur de la Revue générale des Sciences Pures et Appliquées. Ce dernier décida de la publier, sous forme d'un court article, dans le numéro du 30 juin 1905 de cette revue. Il a joué un rôle important dans les recherches sur les fondements des mathématiques, en particulier au début du XXe siècle, et a suscité depuis sa publication en 1905 de nombreux commentaires. 

## Explication de l'énoncé
Voici quelques détails sur la construction :
1. L'ensemble  E des nombres réels définissables avec un nombre fini de mots est dénombrable (une réunion dénombrable d'ensemble finis est finie ou dénombrable, voir l'article ensemble dénombrable) ;
2. On peut construire un réel N qui n'est pas dans E par le procédé de diagonalisation suivant : on numérote les éléments de E, puis, on choisit chaque chiffre de N de sorte que le n-ième chiffre de N soit différent du n-ième chiffre du n-ième élément, et que ce ne soit pas 9 (pour éviter la double écriture des décimaux). Ainsi, pour chaque n, l'élément numéro n diffère de N pour au moins un chiffre, donc n diffère bien de N (tous les réels, en dehors des décimaux, ont une écriture décimale unique).
3. Cependant, en décrivant ce procédé de construction, on a défini N en un nombre fini de mots : c'est une contradiction.

Ce paradoxe, qui se formule très simplement, comme le paradoxe de Russell, pose cependant un problème de nature différente, qui est celui du langage licite pour les énoncés mathématiques, comme le remarque Giuseppe Peano dès 1906. Comme le paradoxe de Russell, il joue un rôle important dans la crise des fondements des mathématiques au début du XXe siècle, crise que voulut résoudre d'une façon définitive le programme de Hilbert. Il est mentionné par Kurt Gödel dans l'introduction  de son article de 1931 sur les théorèmes d'incomplétude : quand il résume l'argument permettant de construire une proposition indécidable, il déclare que « L'analogie qui existe entre ce raisonnement et l'antinomie de Richard saute aux yeux ». Il s'agit de la construction de l'énoncé indécidable, qui utilise bien un raisonnement diagonal et l'énumération des formules du langage, énumération qui doit cependant être effective dans la preuve du théorème de Gödel. L'énoncé que Gödel construit est inspiré du paradoxe du menteur, sous une forme —une proposition qui énonce d'elle-même qu'elle n'est pas démontrable (ou qu'elle est fausse, pour que ce soit vraiment le paradoxe du menteur)— qui pose le même genre de questions que le paradoxe de Richard.

## Langage et métalangage
Le plus souvent, on résout ce paradoxe en distinguant deux niveaux de langage, celui de la théorie que l'on décrit, appelé parfois langage objet, et le langage, le plus souvent non formalisé, que l'on utilise pour décrire cette théorie, le métalangage. Quand on définit l'ensemble dénombrable des réels définissables en un nombre fini de mots, ce ne peut être que dans un langage particulier. La description du réel N se fait en un nombre fini de mots dans le métalangage. Sa construction montre simplement qu'il ne peut se décrire en un nombre fini de mots dans le langage de départ. Pour pouvoir refléter le paradoxe dans le langage objet, il faudrait coder le métalangage dans le langage objet, comme le fait Gödel pour le paradoxe du menteur. Alors il n'y a plus de paradoxe.

## Définition non prédicative
Cette solution (distinguer deux niveaux de langage) n'était pas vraiment celle proposée par Richard dans son article. Pour lui, le paradoxe vient de la définition même de N qui invoque l'ensemble E, alors que celui-ci n'est pas encore complètement défini. Pour Richard, quand on construit l'énumération, au moment où l'énoncé définissant N (et où donc la lettre E apparaît) est énuméré, il n'a pas encore de sens. C'est ce que Henri Poincaré, qui s'est  beaucoup intéressé au paradoxe de Richard, a systématisé sous le nom de définitions « non prédicatives ». Il voyait dans le refus de ces définitions la « vraie solution » aux paradoxes. On a depuis mis en évidence des théories non prédicatives cohérentes (non paradoxales), mais néanmoins la prédicativité reste un bon principe d'élaboration de théories cohérentes. Aussi la prédicativité est un principe souhaité par certains, comme Quine qui y voit une manière d'éviter un « engagement ontologique » qui n'a pas de sens sauf à soutenir la position philosophique qu'est le platonisme mathématique.

## Variante
Le paradoxe de Richard eut également de nombreuses reformulations, notamment le paradoxe de Berry sur le plus petit entier non définissable en moins de 100 mots (100 ou n'importe quel nombre supérieur au nombre de mots que l'on vient d'utiliser pour définir cet entier), appelé d'ailleurs parfois également paradoxe de Richard.